# Canal Extremadura TV
Canal Extremadura Televisión és el nom comercial de la televisió autonòmica d'Extremadura. La Societat Pública de Televisió Extremenya, S.A.U. es va crear el 27 de març de 2005. Tant Canal Extremadura Televisió com a Canal Extremadura Radi, l'emissora de ràdio autonòmica, pertanyen a la Corporación Extremeña de Medios Audiovisuales (CEXMA) creada en la Llei 4/2000.
Després d'un període d'emissió en proves iniciat el 30 de novembre de 2005, el 15 de febrer de 2006 va arrencar la seva primera fase de programació amb nou hores d'emissió diària, compreses entre les 15:30 i les 00:30 hores. El seu primer informatiu, denominat Extremadura 20:30, es va estrenar el 7 de juny de 2006, amb Rosada Gavira i Luis Daniel Martín com presentadors, i Carlos Benito com "home del Temps". La direcció d'informatius corria de la mà de Águeda Zarco.
Les seves instal·lacions es troben a Mèrida, la capital autonòmica, on a més de la seva seu pròpia té un centre de producció en el Centre Territorial de Televisió Espanyola. A més, compta amb delegacions a Càceres, Badajoz, Plasència, Villanueva de la Serena i Madrid.
Pel seu pressupost encara ajustat, Canal Extremadura Televisió no forma part de la FORTA (Federación de Organismos de Radio y Televisión Autonómicos), pel que la seva programació externa l'aconsegueix a través d'acords directes amb productores i distribuïdores.
Des de febrer de 2007 Canal Extremadura, seguint amb l'exemple d'altres televisions autonòmiques com Canal Sur o Telemadrid, crea un canal internacional dedicat a la promoció de la regió en combinació amb part de la seva programació autonòmica. El tràfic d'Extremadura TV les emissions del qual se segueixen a través del satèl·lit Astra.

## Història

### Començaments
- Desembre de 2000: l'Assemblea d'Extremadura aprova la creació de la Corporación Extremeña de Medios Audiovisuales (CEXMA).
- Maig de 2001: PSOE i PP trenquen el pacte per elegir el consell d'administració, la qual cosa impossibilita la seva formació, en necessitar-se 43 diputats.
- Juliol de 2001: la Junta d'Extremadura acorda amb la Junta d'Andalusia que Canal Sur emeti a Extremadura amb desconnexions per a informatius i programes regionals sota el nom de Canal Sud Extremadura.
- 8 de setembre de 2001: coincidint amb el Dia d'Extremadura, comença a emetre Canal el Sud Extremadura.
- Juny de 2002: Canal el Sur Extremadura cessa en les seves emissions per ordre judicial.

### Acord final
- Abril de 2004: després de llargues negociacions, PSOE, PP i IU pacten que presentaran candidats al consell de CEXMA. L'acord està a punt de trencar-se, en rebutjar-se la candidata d'IU.
- Octubre de 2004: el consell és elegit. PSOE i IU comencen a negociar el nom del director general.
- 29 de desembre de 2004: el Parlament extremeny confirma Gaspar García com a director de l'ens públic.

### Posada en marxa
- 15 de febrer de 2006: comencen les emissions de Canal Extremadura.
- 12 de febrer de 2007: comencen les retransmissions d'Extremadura Tv, la versió internacional de Canal Extremadura.

## Directors de Canal Extremadura Televisió
- Pablo Sánchez (2005 - actualitat)